# سنت کرویکس، جزایر ویرجین ایالات متحده آمریکا
سنت کرویکس، جزایر ویرجین ایالات متحده (به انگلیسی: Saint Croix, U.S. Virgin Islands) یک منطقهٔ مسکونی در ایالات متحده آمریکا است که در دریای کارائیب واقع شده‌است.

## خصوصیات
سنت کرویکس ۵۰٬۶۰۱ نفر جمعیت دارد و ۳۵۵٫۱ متر بالاتر از سطح دریا واقع شده‌است.